# 亭林古文化遗址
30°53′03″N 121°18′31″E / 30.88422°N 121.30871°E
亭林古文化遗址，位于中华人民共和国上海市金山区亭林镇平南路以西、华亭路以南亭林公园东侧。

## 特点
1966年，亭林水厂建造机房，发现地下有文物。上海博物馆在在1972年、1973年、1975年进行发掘（1988年至1989年再两次挖掘遗址墓葬），出土文物分属五个文化层，分别为：
- 第一层属明清时期文化层，有砖瓦、陶瓷出土
- 第二层为灰黄土层，有晋青瓷、唐砖瓦、黄釉瓷碗出土
- 第三层为灰土层，有西周印纹陶片、细高把豆灰陶三足鼎出土
- 第四层属马桥文化层，有商朝泥陶、早期印纹陶出土
- 第五层属良渚文化层，有高把豆、贯耳壶等出土。

上述文物均收藏于上海博物馆。1977年12月7日，被列为上海市级文物保护地。1985年12月13日，立碑。2014年4月4日，被调整为上海市级文物保护单位。